# Hà Tịnh Anh
Hà Tịnh Anh (chữ Hán: 何婧英) là hoàng hậu của Phế Đế Tiêu Chiêu Nghiệp triều đại Nam Tề trong lịch sử Trung Quốc.

## Tiểu sử
Hà Tịnh Anh có nguyên quán ở huyện Tiềm, quận Lư Giang (nay là An Huy, Trung Quốc). Ông nội là Hà Thượng Chi làm quan tới chức Tư Không, một chức quan to thuộc "ngũ quan", tương đương với "lục khanh". Cha là Hà Tập (何戢), là Phủ quân tướng quân dưới triều Nam Tề Vũ Đế Tiêu Trách. Mẹ là thiếp thất họ Tống,khi Hà Tịnh Anh làm Hoàng hậu được truy tặng  Quảng Xương Hương quân (廣昌鄉君).
Năm 484, cha Tiêu Chiêu Nghiệp là thái tử Tiêu Trưởng Mậu muốn tìm vợ cho con trai. Ban đầu, Thái tử Tiêu Trường Mậu không muốn kết làm thông gia với Hà Tập. Lý do là vì Hà Tập trước nay chỉ có con gái mà không có con trai thừa tự, cho rằng, họ Hà ắt sẽ tuyệt tự nên sợ rằng con gái của y cũng sẽ đem "vận đen" nhà họ Hà tới cho hoàng thất. Sau đó tể tướng Vương Kiệm khuyên rằng, một khi lấy con gái họ Hà về làm vương phi, Hà Tập sẽ trở thành họ ngoại. Mà họ ngoại thì chỉ cần môn đăng hộ đối là được chứ không cần quá mạnh, dễ xảy ra nội loạn.
Nay Hà Tập là đại tướng quân, gia tộc hiển hách nhiều đời nhưng lại không phải là một thế lực quá mạnh vì vậy Hà Tịnh Anh là một đối tượng lý tưởng để kết thân. Thái tử Tiêu Trường Mậu nghe nói xuôi tai, mới đồng ý chuyện hôn sự giữa hai nhà. Vậy là, Hà Tịnh Anh trở thành Nam quận vương phi của Tiêu Chiêu Nghiệp.

## Nam quận vương phi
Hà vương phi từ nhỏ bản tính đã dâm loạn, trước khi về phủ Nam quận vương Tiêu Chiêu Nghiệp, Hà Tịnh Anh đã quan hệ tình nhân với thuộc hạ của Tiêu Chiêu Nghiệp là Mã Trừng. Sau khi trở thành Nam quận Vương phi, Hà Tịnh Anh vẫn chưa chịu an phận. Không chịu đem những ham muốn của mình phụ thuộc vào mỗi một ông chồng là Tiêu Chiêu Nghiệp, Hà Tịnh Anh tìm mọi cách để quyến rũ những người bạn nối khố của Tiêu Chiêu Nghiệp.
Vốn là con cháu hoàng tộc, được nuông chiều từ nhỏ, Tiêu Chiêu Nghiệp cũng là kẻ chỉ biết có ăn chơi hưởng lạc. Vì vậy, bạn bè của Tiêu Chiêu Nghiệp hầu hết là những kẻ vô lại, du thủ du thực muốn bám lấy Tiêu Chiêu Nghiệp để kiếm miếng ăn. Thế nhưng, Hà Tịnh Anh thì bất chấp tất cả, hễ thấy người bạn nào của Nam quận vương tướng mạo khôi ngô tuấn tú là tìm mọi cách để quyến rũ rồi tư thông bằng được.
Sau đó, Hà vương phi bắt đầu để ý đến một người đàn ông tên là Dương Mân (楊珉), theo sử liệu thì họ ngày đêm ở bên nhau, giống như là vợ chồng. Mẹ của Dương vốn là một nữ thầy tế, vì vậy, Tiêu Chiêu Nghiệp mới nhờ Dương thị dùng bùa chú nguyền rủa để ông và cha mình chết sớm để y sớm đến ngày ngồi lên ngai vàng. Chẳng biết cơ duyên run rủi thế nào mà cả cha và ông của Tiêu Chiêu Nghiệp lần lượt mắc bệnh rồi qua đời. Điều này khiến Tiêu Chiêu Nghiệp rất nể sợ Dương thị, cho rằng bà ta có phép thần thông.
Nể sợ bà mẹ nên Tiêu Chiêu Nghiệp cũng rất sủng ái Dương Mân, cho phép y ra vào phủ Nam quân vương một cách tự do thoải mái. Dương Mân suốt ngày chơi bời, chẳng biết làm gì nhưng lại sở hữu một tướng mạo rất thư sinh, tuấn tú, vì vậy ngay lập tức đã lọt vào mắt xanh của Nam quận vương phi (Một số sử gia cho rằng Tiêu Chiêu Nghiệp và Dương Mân cũng có quan hệ kê gian).
Năm 493, khi Thái tử Tiêu Trường Mậu lâm bệnh, Tiêu Chiêu Nghiệp tỏ vẻ rất đau buồn, đến nỗi sức khỏe của chính ông cũng ở trong tình trạng nguy hiểm, khiến những người chứng kiến cũng xúc động. Tuy nhiên, ngay sau khi đến phủ của mình, Chiêu Nghiệp đã tỏ vẻ hạnh phúc và hứng thú. Ngay sau đó, Tiêu Trường Mậu qua đời, và Tiêu Chiêu Nghiệp đã trao cho Dương thị nhiều vàng bạc vì tin rằng lời nguyền của bà ta có hiệu quả, và bảo bà ta tiếp tục nguyền rủa hoàng tổ. Do không biết được các hành động của Tiêu Chiêu Nghiệp, Vũ Đế đã lập Tiêu Chiêu Nghiệp làm hoàng thái tôn. Hà vương phi được phong làm hoàng thái tôn phi. Ngay sau đó, Vũ Đế cũng lâm bệnh, Tiêu Chiêu Nghiệp tiếp tục lặp lại màn kịch ra vẻ đau buồn, song trong lòng lại rất vui sướng, và khi viết thư cho thái tôn phi, ông đã viết một chứ Hỉ (喜) lớn với 36 chữ Hỉ nhỏ hơn xung quanh.

## Hoàng hậu
Sau đó ít lâu, ông nội Vũ Đế bệnh ngày càng nặng rồi qua đời. Tiêu Chiêu Nghiệp đăng cơ nối ngôi. Hà Tịnh Anh được sắc phong thành hoàng hậu (Trong nghi thức sắc phong hoàng hậu, chiếc gương Hoàng hậu không hiểu vì lý do gì bị rơi xuống đất vỡ tan. Nhiều người cho rằng đó là điềm gở).
Hà hoàng hậu sau khi lên ngôi vẫn tiếp tục quan hệ với Dương Mân. Tiêu Chiêu Nghiệp vừa yêu Hà Tịnh Anh lại cũng yêu Dương Mân nên để mặc cho hai người thỏa sức làm chuyện dâm loạn. Được đà, Hà Tịnh Anh và Dương Mân qua lại với nhau như hai vợ chồng. Nhiều người còn nói, trong hậu cung của Tiêu Chiêu Nghiệp lúc bấy giờ, người ta không biết y hay Dương Mân mới là chồng của Hà Tịnh Anh. Nhưng Tiêu Chiêu Nghiệp không quan tâm đến chuyện ấy. Một khi đã được ngồi trên ngai vàng, hoàng đế mới 20 tuổi lại ham chơi từ nhỏ này mặc sức ăn chơi hưởng lạc. Thậm chí, y còn coi chuyện ngoại tình của Hà hoàng hậu như một chuyện làm vui.
Sử sách còn chép rằng, mặc dù Hà Tịnh Anh ngoại tình ngay trước mặt Tiêu Chiêu Nghiệp, song Tiêu này vẫn rất mực sủng ái bà Hoàng hậu họ Hà. Khi Hà Tịnh Anh được phong Hoàng hậu, Tiêu Chiêu Nghiệp đã mời tất cả họ hàng của Hà Tịnh Anh vào cung sinh sống. Và chính ông vua bất hiếu này đã bố trí cho những người họ hàng bên ngoại của mình sống ngay trong linh điện của ông nội Vũ Đế vừa mới nhắm mắt xuôi tay. Chưa hết, có lần, Tiêu Chiêu Nghiệp còn mở kho vải của triều đình rồi cho Hà Tịnh Anh cùng tất cả các cung phi vào kho chơi trò xé lụa làm vui. Hoang phí vô độ có lẽ cũng chỉ đến như Tiêu Chiêu Nghiệp là cùng.
Sự dâm loạn bất chấp mọi lễ nghi Hà Tịnh Anh với Dương Mân đương nhiên không được các triều thần bỏ qua như Tiêu Chiêu Nghiệp. Rất nhiều người từng liều chết đến gặp vị Hoàng đế của mình, xin Chiêu Nghiệp hãy thẳng tay xử lý chuyện dâm loạn làm ô uế hậu cung của Hoàng hậu Hà Tịnh Anh. Tuy nhiên, Tiêu Chiêu Nghiệp trước sau đều rất "kiên trinh" bảo vệ cho cuộc tình của Hà Tịnh Anh và Dương Mân.
Một lần, một quan đại thần là Tiêu Đán Chi (蕭坦之) tâu chuyện của Dương Mân ngay trước mặt Hà Tịnh Anh. Vừa nghe thấy chuyện các quan đại thần muốn giết người tình của mình, Hà Tịnh Anh đã khóc rống lên nói: "Mân là một chàng trai tốt, tướng mạo lại khôi ngô, anh ta có phạm tội gì mà lại giết anh ta?".
Tiêu Đán Chi trước mặt Hoàng hậu đã nói với Tiêu Chiêu Nghiệp rằng: "Chuyện tư tình giữa Hoàng hậu và họ Dương đã truyền ra ngoài, tất cả mọi người không ai không biết". Tiêu Chiêu Nghiệp nghe thấy vậy, không còn cách nào khác đành phải hạ lệnh bắt Dương Mân đày ra vùng biên ải. Thế nhưng, Tiêu Đán Chi chỉ chờ có thế đã hạ lệnh giết Dương Mân ngay lập tức.
Mùa thu năm 494, Tiêu Chiêu Nghiệp bị ám sát và bị giáng hiệu xuống tước Uất Lâm vương. Hà Hoàng hậu bị giáng làm Uất Lâm vương phi song không bị giết. Từ đó không còn ghi chép lịch sử nào về Hà Tịnh Anh, không rõ năm mất.